# Route 255 (Québec)
Pour les articles homonymes, voir Route 255.
La route 255 (R-255) est une route régionale québécoise d'orientation nord / sud située sur la rive sud du fleuve Saint-Laurent. Elle dessert les régions administratives de l'Estrie et du Centre-du-Québec.

## Tracé
La route 255 débute à Bury, sur la route 214. Elle se termine à Baie-du-Febvre sur la route 132, en bordure du fleuve Saint-Laurent. Elle comporte une section de 15 kilomètres en gravier, entre la route 108 à Bury et le village de Dudswell.

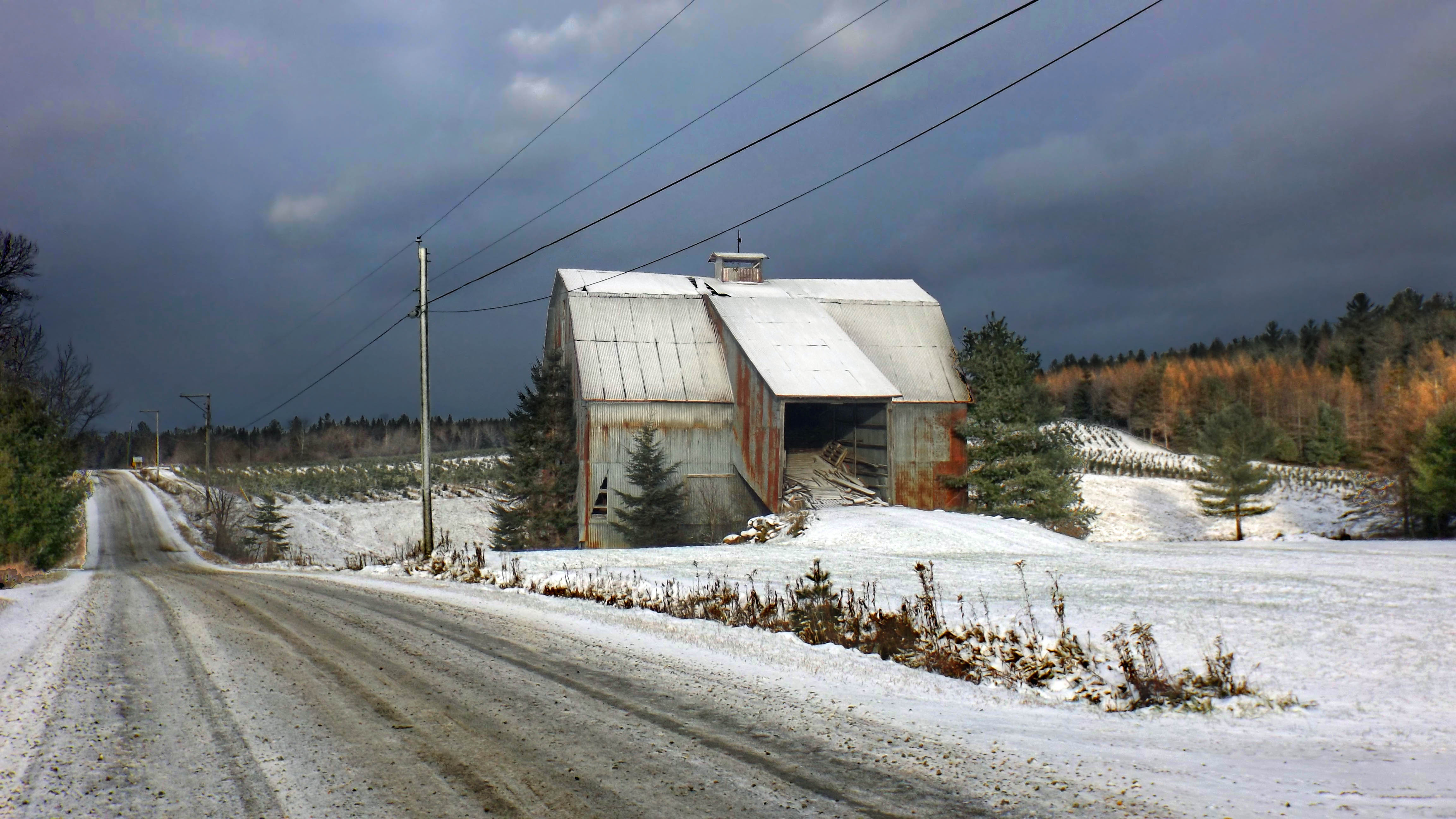
À Bury, la route 255 est sans revêtement bitumineux.
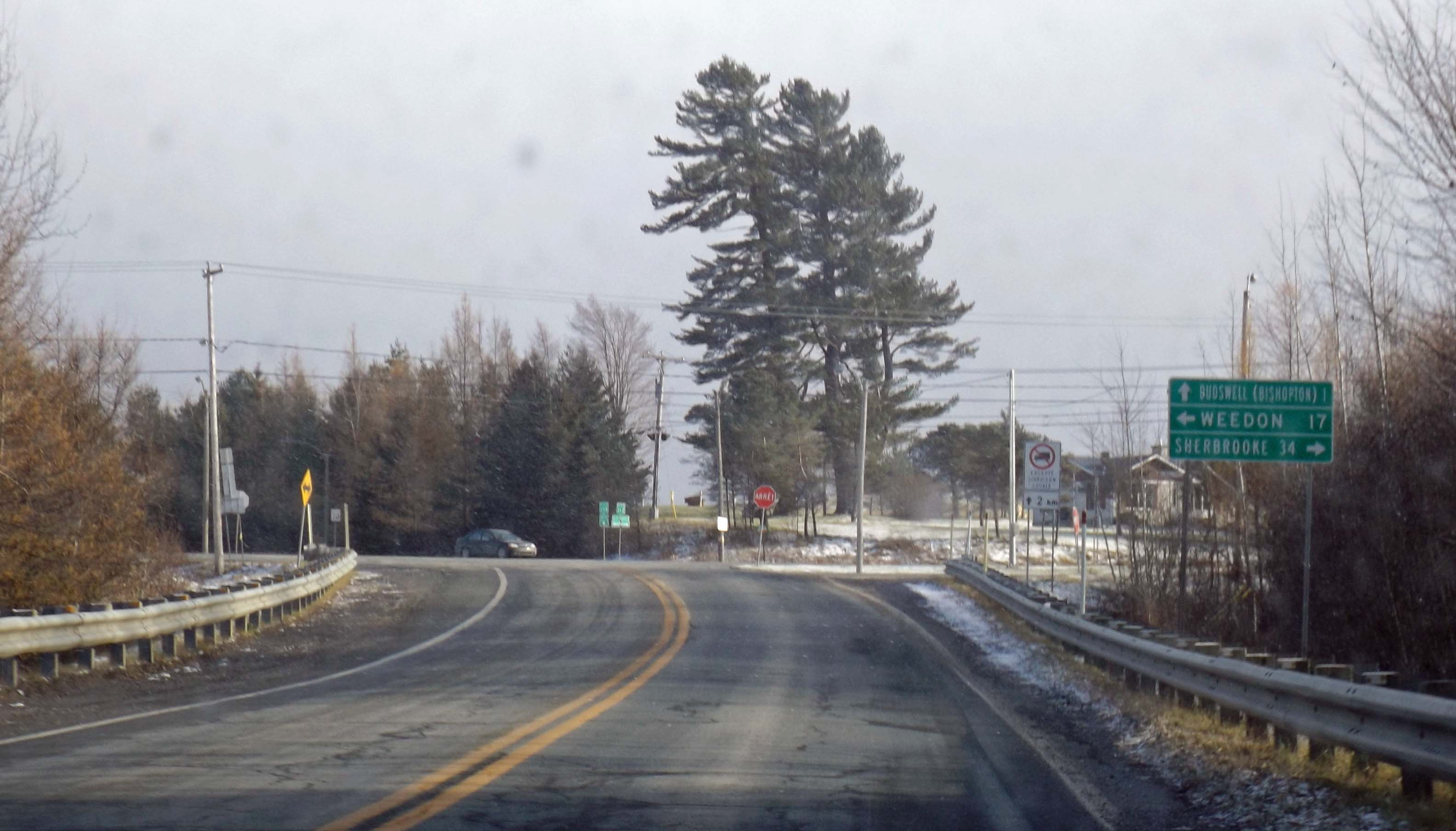
Intersection des routes 112 et 253 à Dudswell.
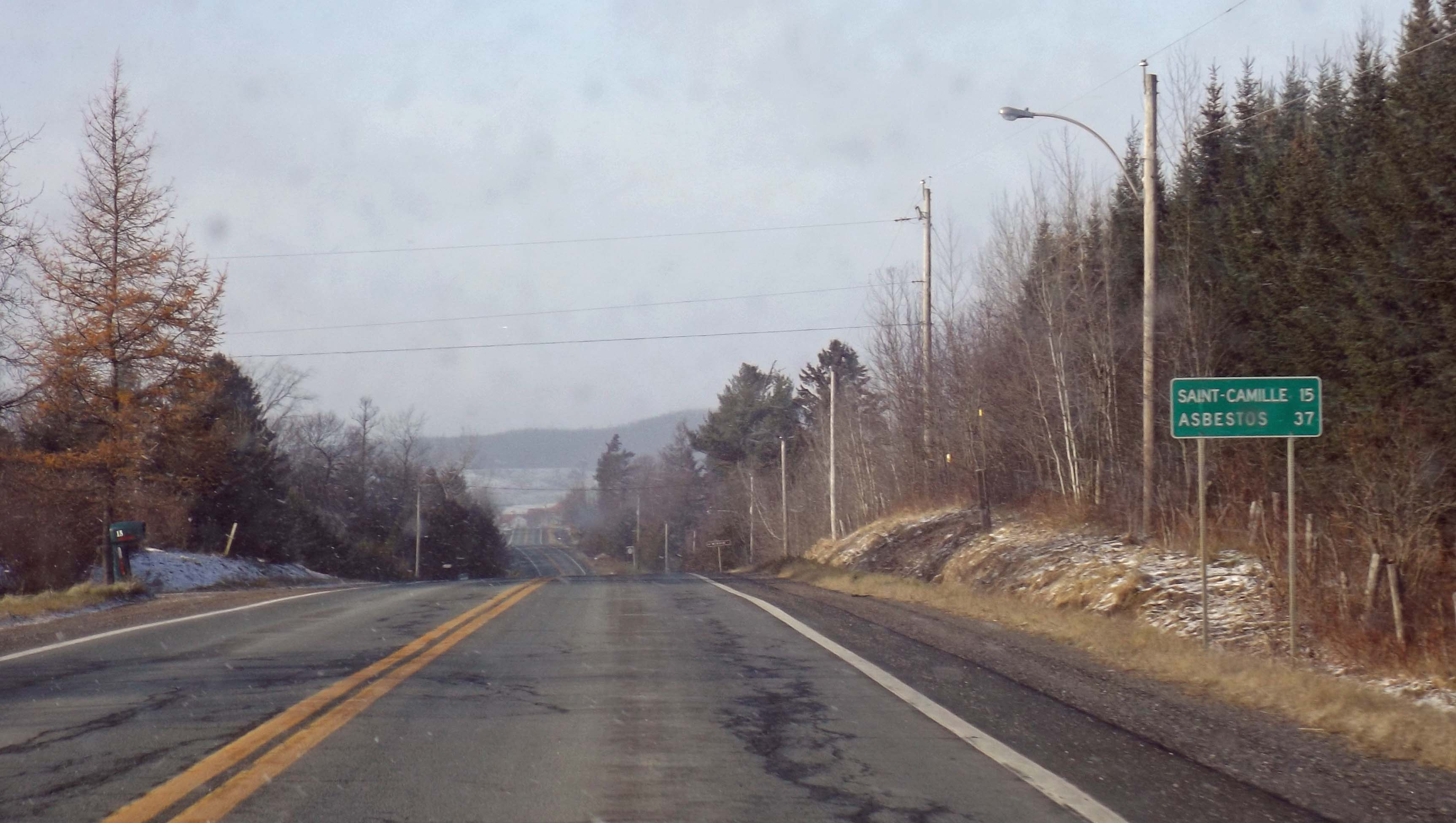
La route 255 vers Val-des-Sources près de Dudswell.
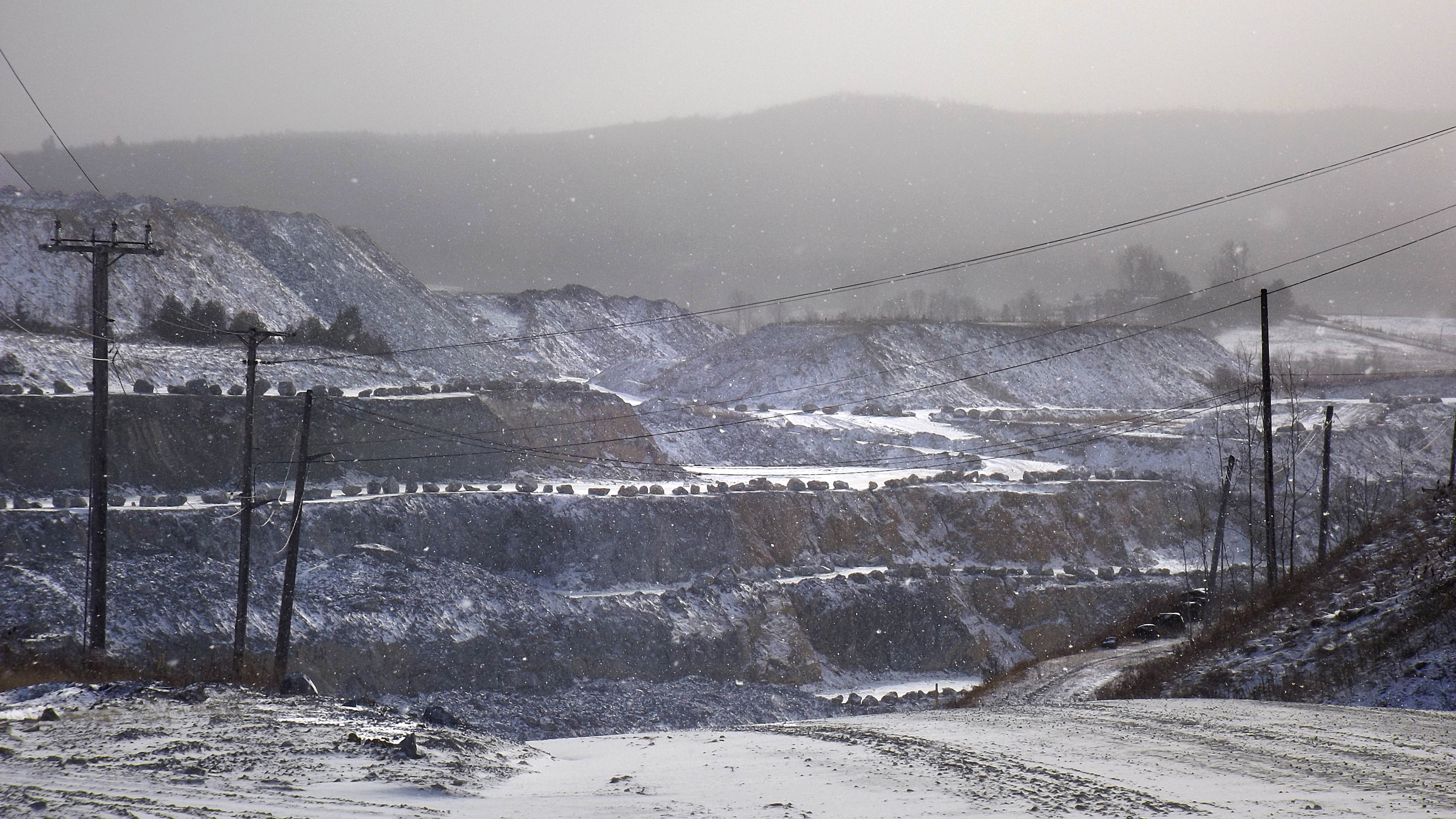
La route 255 traverse les zones minières de Dudswell et de Val-des-Sources.
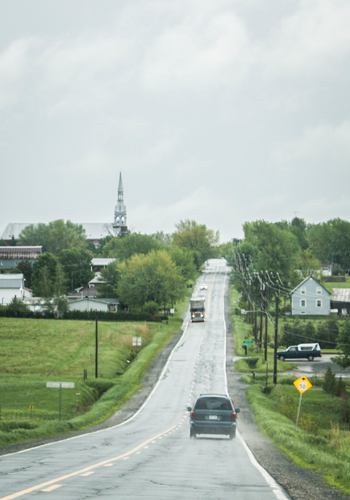
La route 255 près du village de Wotton.

## Localités traversées (du sud au nord)
Liste des municipalités dont le territoire est traversé par la route 255, regroupées par municipalité régionale de comté.

### Estrie
Le Haut-Saint-François
- Bury
- Dudswell

Les Sources
- Saint-Camille
- Wotton
- Danville
- Val-des-Sources

### Centre-du-Québec
Arthabaska
- Kingsey Falls

Drummond
- Saint-Félix-de-Kingsey
- Saint-Lucien
- Saint-Cyrille-de-Wendover
- Drummondville

Nicolet-Yamaska
- Saint-Zéphirin-de-Courval
- La Visitation-de-Yamaska
- Baie-du-Febvre

## Intersections majeures
| MRC                     | Municipalité              | km     | Destinations                                          | Notes |
| ----------------------- | ------------------------- | ------ | ----------------------------------------------------- | --- |
| Le Haut-Saint-François  | Bury                      | 0,00   | R-214 – Scotstown, Cookshire-Eaton                    | |
| Le Haut-Saint-François  | Bury                      | 3,60   | R-108 – Gould, Cookshire-Eaton                        | |
| Le Haut-Saint-François  | Dudswell                  | 19,70  | R-112 – Sherbrooke, Weedon                            | |
| Les Sources             | Saint-Camille             | 35,00  | R-216 ouest – Stoke                                   | Terminus sud du multiplex avec la R-216                                                                                 |
| Les Sources             | Wotton                    | 46,70  | R-216 est – Saint-Adrien, Ham-Nord                    | Terminus nord du multiplex avec la R-216; Ham-Nord indiqué en direction nord seulement                                  |
| Les Sources             | Val-des-Sources           | 55,70  | R-249 sud – Val-des-Sources, Saint-Georges-de-Windsor | Terminus nord de la R-249; Val-des-Sources indiqué en direction nord, Saint-Georges-de-Windsor indiqué en direction sud |
| Les Sources             | Danville                  | 64,80  | R-116 est – Victoriaville                             | Terminus sud du multiplex avec la R-116                                                                                 |
| Les Sources             | Danville                  | 66,30  | R-116 ouest – Richmond                                | Terminus nord du multiplex avec la R-116                                                                                |
| Drummond                | Saint-Félix-de-Kingsey    | 83,30  | R-243 sud – Richmond                                  | Terminus nord de la R-243                                                                                               |
| Drummond                | Saint-Cyrille-de-Wendover | 108,00 | R-122 est – Notre-Dame-du-Bon-Conseil                 | Terminus sud du multiplex avec la R-122                                                                                 |
| Drummond                | Saint-Cyrille-de-Wendover | 110,80 | R-122 ouest – Drummondville                           | Terminus nord du multiplex avec la R-122                                                                                |
| Drummond                | Saint-Cyrille-de-Wendover | 112,90 | A-20 – Montréal, Québec                               | Sortie 185 de l'A-20 |
| Nicolet-Yamaska         | La Visitation-de-Yamaska  | 136,40 | R-226 ouest – Saint-Elphège, Pierreville              | Terminus sud du multiplex avec la R-226                                                                                 |
| Nicolet-Yamaska         | La Visitation-de-Yamaska  | 137,10 | R-226 est – La Visitation-de-Yamaska, Sainte-Monique  | Terminus nord du multiplex avec la R-226                                                                                |
| Nicolet-Yamaska         | Baie-du-Febvre            | 144,00 | R-132 – Pierreville, Sorel-Tracy, Nicolet             | |
| - Terminus de multiplex |                           |        |                                                       | |